# 三太郎峠
三太郎峠（さんたろうとうげ）は、鹿児島県奄美市にある峠。畠中三太郎の名が峠の名の由来となっている。

## 概要
標高は約343m。かつては古仁屋、旧住用村中心部と名瀬を結ぶ幹線道路として発達した。奄美大島では県道や国道が整備される以前、北から順に長雲峠、本茶峠、朝戸峠、和瀬峠、三太郎峠、網野子峠、地頭峠と並ぶ南北に伸びる尾根筋を中心に、尾根筋から集落へと通じる切通が整備されていた。

## 歴史
この峠は古名で須垂峠と呼ばれていた。
1899年（明治32年）畠中三太郎が峠付近の山林を買い取り、峠の開墾を始めた。その一環として頂上に茶屋を開店させた。畠中三太郎の名に基づいて、三太郎坂と呼ばれるようになり、いつしか三太郎峠と呼ばれるようになった。
1917年（大正6年）新たな新道が完成し旧道は廃れていった。
1920年（大正9年）新道が鹿児島県道に制定された。
1921年（大正10年）2月9日 柳田國男は沖縄からの帰途に奄美大島を訪れた際に三太郎峠の茶屋へ立ち寄ったという。
1943年（昭和18年）3月6日 県道が国道特38号線の一部として制定。戦後、奄美大島が日本復帰すると旧国道特38号線は国道58号に制定。
1989年（平成元年）峠下に三太郎トンネルが開通し、国道58号の旧道となった。

## 周辺
- 奄美市住用総合支所
- 奄美群島国定公園特別保護地区 マングローブ原生林
- 黒潮の森マングローブパーク
- 新住用川ダム
- 住用川
- 役勝川

## ギャラリー

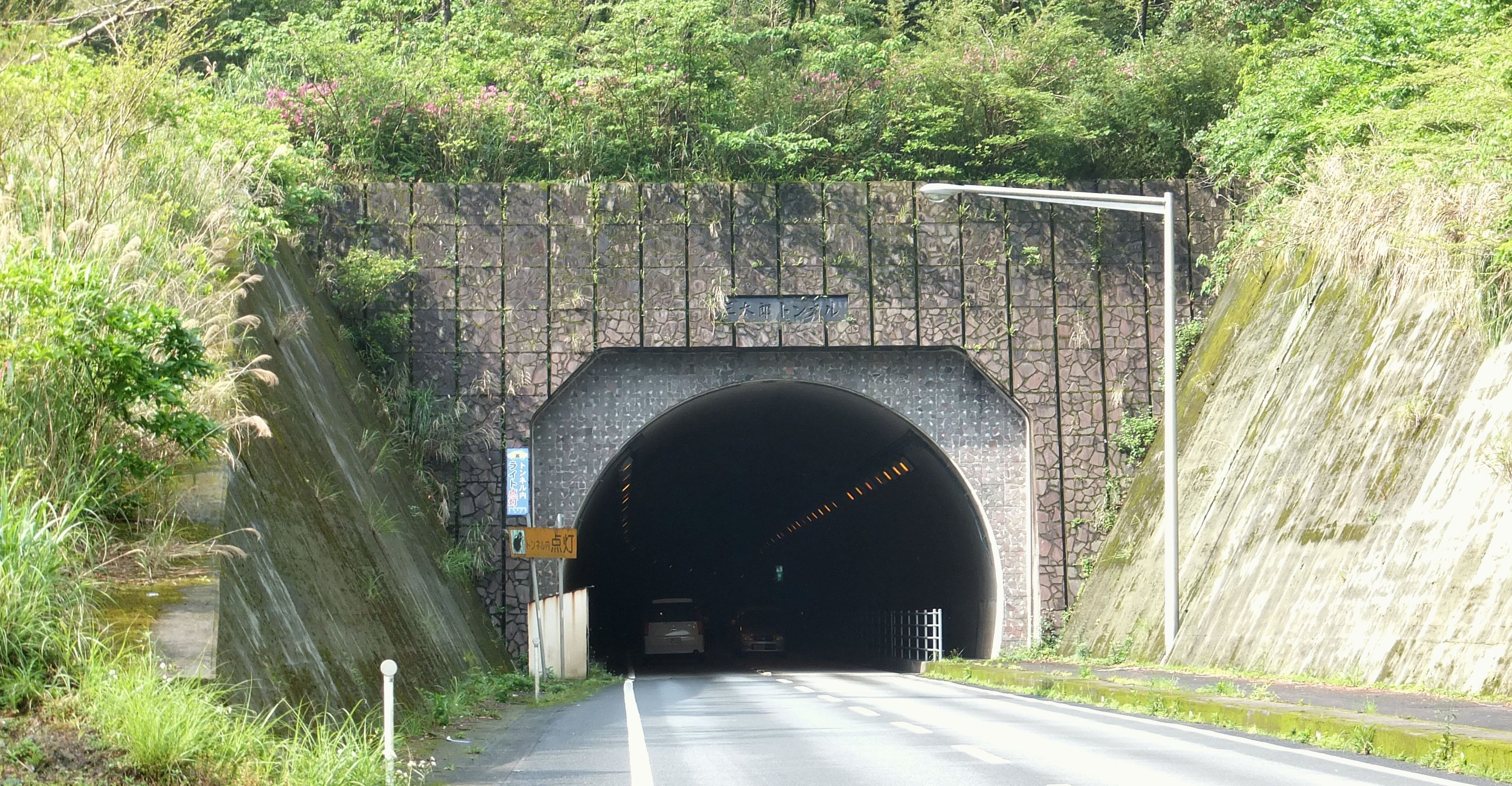
峠下を通る三太郎トンネル
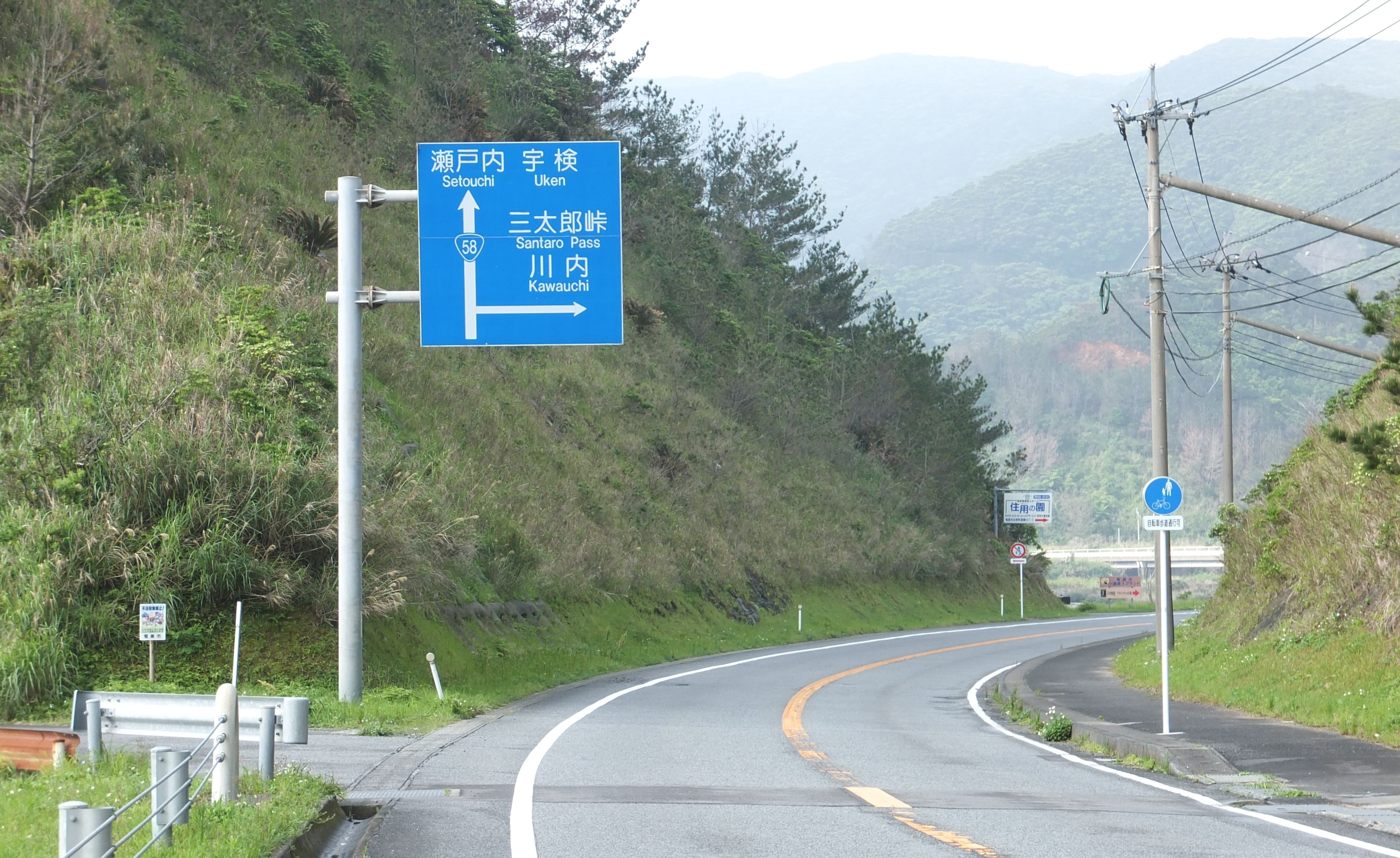
国道58号にある三太郎峠を示す看板